# 52480 Enzomora
52480 Enzomora este un asteroid din centura principală de asteroizi.

## Descriere
52480 Enzomora este un asteroid din centura principală de asteroizi. A fost descoperit pe 20 octombrie 1995 la Observatorul San Vittore din Bologna. Asteroidul prezintă o orbită caracterizată de o semiaxă mare de 2,17 ua, o excentricitate de 0,04 și o înclinație de 4,1° în raport cu ecliptica.